# قله بوریس یلتسین
قله بوریس یلتسین (روسی: Пик Бориса Ельцина) کوهی از رشته کوه تیان شان در قرقیزستان است. موقعیت این کوه در استان ایسیق‌کول است. این کوه در سال ۲۰۰۲ به نام اولین رئیس‌جمهور روسیه بوریس یلتسین نامگذاری شد.